# Абу Давуд ат-Таялиси
Абу Дауд Сулейман ибн Давуд ат-Таялиси (араб. أبو داود سليمان بن داود الطيالسي‎; 750, Басра — 819, Басра) — исламский ученый и хадисовед (мухаддис) второго века мусульманского календаря. Автор многих книг, но наиболее известной его книгой является сборник хадисов Муснад Абу Дауд Ат-Таялис. Его не следует путать с Абу Даудом ас-Сиджистани, который является автором одного из шести «канонических» сборников хадисов Сунана Абу Дауда. Имел прозвище «гора знаний».

## Биография
Его полное имя: Абу Дауд Сулейман ибн Давуд ибн аль-Джаруд ат-Таялиси аль-Фариси аль-Басри. Он родился в 750 году в Басре (совр. Ирак). Был родом из Персии. Он был клиентом (мавля) клана а-Зубайра ибн аль-Аввама. Нисба ат-Таялиси происходит от названия персидской верхней одежды или капюшона (тайласан), надеваемой на голову и шею, которую он либо носил, либо производил или продавал. 
Он завершил начальное обучение в родном городе, а затем переехал в Багдад для продолжения обучения. Среди его учителей были такие известные учёные-богословы того времени, такие как Хаммад ибн Саляма, Абу Авана аль-Ваддах и Мухаммад ибн Абд ар-Рахман. Ат-Таялиси считался надёжным передатчиком хадисов всеми учёными хадисоведами. Он много путешествовал по разным уголкам Халифата, собирая хадисы пророка Мухаммада.
Ат-Таялиси умер в 819 году и похоронен в Басре.